# Безбородько Денис Олегович
Дени́с Оле́гович Безборо́дько (нар. 31 травня 1994, Чернігів, Україна) — український футболіст, нападник «Чорноморця». Виступав за молодіжну збірну України.

## Життєпис
Денис Безбородько народився в Чернігові, де й розпочав свій шлях у великий футбол. Протягом 2007–2009 років виступав на першість ДЮФЛ у складі місцевої «Десни», після чого перейшов до академії донецького «Шахтаря», кольори якої у чемпіонаті дитячо-юнацької ліги захищав до кінця 2010 року.
9 квітня 2011 року дебютував у складі «Шахтаря-3» в поєдинку проти кременчуцького «Кременя». У першому сезоні з'являвся на полі лише 7 разів, натомість у двох наступних чемпіонатах був одним з найкорисніших та найрезультативніших гравців команди, тож не дивно, що увагу на нього звернув як тренерський штаб юнацької збірної України, так і наставники молодіжного складу «Шахтаря».
У 2015 році був відданий в оренду першоліговому «Іллічівцю», а в 2016 році — луганській «Зорі». 16 квітня 2016 року дебютував в Прем'єр-лізі, вийшовши на заміну в матчі проти «Олександрії». 3 грудня в 17 турі чемпіонату забив перший гол у складі «Зорі» у матчі проти «Дніпра». 8 грудня зіграв у матчі Лізі Європи проти «Манчестер Юнайтед», в якому «Зоря» програла з рахунком 0:2. Проте основним гравцем луганського клубу стати не зумів, і після невдалого матчу у першому турі сезону 2017/18 проти «Сталі» (0:1), в якому гравця було замінено ще до перерви, головний тренер Юрій Вернидуб вирішив відмовитись від послуг гравця.

### Оренда в «Десну»
7 серпня 2017 року перейшов на умовах оренди в чернігівську «Десну», яка виступала в Першій лізі. До зимової перерви сезону 2017/18 двічі відзначився у воротах суперників. Значно додав у другому півріччі, упродовж якого забив 7 голів. У матчі останнього туру проти «Геліосу», який «Десна» виграла з рахунком 5:0, оформив хет-трик протягом 15 хвилин. Увійшов до символічної збірної другого півріччя сезону за версією сайту Sport Arena. У підсумку чернігівська команда посіла 3-тє місце й за результатами плей-оф вийшла до Прем'єр-ліги.
У першій половині сезону 2018/19 забив 5 голів у Прем'єр-лізі та 1 — у Кубку України. Визнавався  найкращим гравцем 13-го туру УПЛ за матч проти «Маріуполя», у якому відзначився «дублем». За результатами голосування вболівальників визнаний найкращим футболістом «Десни» в першому півріччі її дебютного сезону в еліті українського футболу. Другу частину сезону провів значно гірше, не забивши жодного голу.

### «Олександрія»
У червні 2019 року в статусі вільного агента перейшов до «Олександрії». За півтора сезони у складі команди зіграв 35 матчів у Прем'єр-лізі, у яких забив 6 голів.

### Повернення в «Десну»
У січні 2021 року повернувся в «Десну», підписавши контракт на 1,5 року. У чотирьох стартових матчах сезону 2021/22 забив 4 голи, зокрема оформив «дубль» у грі з «Інгульцем», за що був визнаний найкращим гравцем 3-го туру. За підсумками сезону, який не був дограний внаслідок російського вторгнення в Україну, із 7 забитими м'ячами став найкращим бомбардиром «Десни».

### Кар'єра в збірній
За юнацьку збірну України до 19 років провів 4 гри і забив 1 гол.
22 січня 2015 року Денис Безбородько дебютував у складі молодіжної збірної України у грі проти команди Узбекистану, одразу ж відзначившись забитим з одинадцятиметрового удару м'ячем.

## Статистика виступів
Статистичні дані виступів у професійних клубах наведено станом на 11 липня 2022 року
| Сезон                   | Команда                 | Чемпіонат            | Чемпіонат | Чемпіонат | Кубок | Кубок | Кубок | Єврокубки | Єврокубки | Єврокубки | Всього | Всього |
| Сезон                   | Команда                 | Змаг.                | Матчі     | Голи      | Змаг. | Матчі | Голи  | Змаг.     | Матчі     | Голи      | Матчі  | Голи   |
| ----------------------- | ----------------------- | -------------------- | --------- | --------- | ----- | ----- | ----- | --------- | --------- | --------- | ------ | ------ |
| 2011—2012               | «Шахтар-3»              | 2Л                   | 7         | 1         | КУ    | 0     | 0     | —         | —         | —         | 7      | 1      |
| 2012—2013               | «Шахтар-3»              | 2Л                   | 25        | 8         | КУ    | 0     | 0     | —         | —         | —         | 25     | 8      |
| 2013—2014               | «Шахтар-3»              | 2Л                   | 30        | 13        | КУ    | 0     | 0     | —         | —         | —         | 30     | 13     |
| Всього в «Шахтарі-3»    | Всього в «Шахтарі-3»    | Всього в «Шахтарі-3» | 62        | 22        |       | 0     | 0     |           | 0         | 0         | 62     | 22     |
| 2015—2016               | «Іллічівець»            | 1Л                   | 15        | 4         | КУ    | 1     | 0     | —         | —         | —         | 16     | 4      |
| Всього в «Іллічівці»    | Всього в «Іллічівці»    | Всього в «Іллічівці» | 15        | 4         |       | 1     | 0     |           | 0         | 0         | 16     | 4      |
| 2015—2016               | «Зоря»                  | УПЛ                  | 3         | 0         | КУ    | 2     | 0     | ЛЄ        | 1         | 0         | 6      | 0      |
| 2016—2017               | «Зоря»                  | УПЛ                  | 6         | 1         | КУ    | -     | -     |           | -         | -         | 6      | 1      |
| 2017—2018               | «Зоря»                  | УПЛ                  | 1         | 0         | КУ    | -     | -     | -         | -         | -         | 1      | 0      |
| Всього в «Зорі»         | Всього в «Зорі»         | Всього в «Зорі»      | 10        | 1         |       | 2     | 0     | -         | 1         | 0         | 11     | 1      |
| 2017—2018               | «Десна»                 | УПЛ                  | 26        | 9         | КУ    | 4     | 0     | -         | -         | -         | 30     | 9      |
| 2018—2019               | «Десна»                 | УПЛ                  | 23        | 5         | КУ    | 1     | 1     | -         | -         | -         | 24     | 6      |
| Всього за «Десну»       | Всього за «Десну»       |                      | 49        | 14        |       | 5     | 1     | -         | -         | -         | 54     | 15     |
| 2019—2020               | «Олександрія»           | УПЛ                  | 24        | 4         | КУ    | 2     | 0     | ЛЄ        | 4         | 1         | 30     | 5      |
| 2020—2021               | «Олександрія»           | УПЛ                  | 11        | 2         | КУ    | -     | -     | -         | -         | -         | 11     | 2      |
| Всього за «Олександрію» | Всього за «Олександрію» |                      | 35        | 6         |       | 2     | 0     | -         | 4         | 1         | 41     | 7      |
| 2020—2021               | «Десна»                 | УПЛ                  | 10        | 1         | КУ    | -     | -     | -         | -         | -         | 10     | 1      |
| 2021—2022               | «Десна»                 | УПЛ                  | 18        | 7         | КУ    | 1     | 0     | -         | -         | -         | 19     | 7      |
| Всього за «Десну»       | Всього за «Десну»       |                      | 28        | 8         |       | 1     | 0     | -         | -         | -         | 29     | 8      |
| Всього за кар'єру       | Всього за кар'єру       | Всього за кар'єру    | 199       | 55        |       | 11    | 1     | -         | 5         | 1         | 213    | 57     |